# Vaea Tutuila Vaea
Pas d'image ? Cliquez ici

a Compétitions nationales et continentales officielles uniquement.

b Matchs officiels uniquement.
Dernière mise à jour le 17/07/25.
Vaea Tutuila Vaea, né le 22 décembre 2000, est un joueur international tongien de rugby à XV évoluant au poste de centre au Niort Rugby Club .

## Biographie

### Jeunesse et formation
Vaea Tutuila Vaea grandit sur l'île de Lofanga aux Tonga. Il est le frère d'Ita Vaea (en), joueur de rugby à XV professionnel.
À seize ans, il quitte les Tonga pour rejoindre la Nouvelle-Zélande afin de poursuivre ses études alors qu'il ne parle pas anglais.
Après l'école, il a le choix entre rejoindre l'Academy (centre de formation) de la franchise de rugby à XV des Crusaders ou d'aller jouer au rugby à XIII en Australie, il choisit alors la deuxième option. En 2019-2020, il passe une saison au sein de l'effectif development (espoir) du club australien des Brisbane Broncos.
En 2020, il a l'occasion de rejoindre la France et intègre le centre de formation de la Section paloise.

### En club
Vaea Tutuila Vaea participe aux trois étapes de la saison 2021 du Supersevens avec le club palois.
Il dispute son premier match avec l'équipe professionnelle le 11 décembre 2021 face aux London Irish en Challenge européen. Au total, il dispute trois matchs de Challenge européen au cours de la saison 2021-2022.
En janvier 2023, il est prêté au Stado Tarbes Pyrénées rugby jusqu'à la fin de la saison, en Nationale. Il dispute trois matchs avec le club bigourdan. 
En juin 2023, il s'engage pour une saison avec l'US Carcassonne en Nationale également. Il dispute 17 matchs et inscrit 4 essais.
En juin 2024, il rejoint le Niort RC en Nationale 2.

### En équipe nationale
À l'automne 2021, il dispute trois test matchs face à l'Écosse, la Roumanie et les Barbarians français (cape non officielle), contre qui il inscrit son premier essai international.

## Palmarès
Néant